# Pärni
Pärni (Duits: Perni) is een plaats in de Estlandse gemeente Saaremaa, provincie Saaremaa. De plaats heeft de status van dorp (Estisch: küla) en telt 18 inwoners (2021).
Tot in december 2014 behoorde Pärni tot de gemeente Kaarma, tot in oktober 2017 tot de gemeente Lääne-Saare en sindsdien tot de fusiegemeente Saaremaa.

## Geschiedenis
Pärni werd voor het eerst genoemd in 1645 onder de naam Berne Hannus, een boerderij op het landgoed van Randvere (Duits: Randefer). In 1798 had de boerderij de naam Perni.
In 1977 werd Pärni bij Randvere gevoegd. In 1997 werd het weer een afzonderlijk dorp.